# Веселов, Николай Григорьевич
Николай Григорьевич Веселов (1924—1982) — советский учёный-экономист, Заслуженный деятель науки РСФСР.
Автор более 200 печатных работ, в том числе 13 монографий, 2 учебников и 1 учебного пособия.

## Биография
Родился 23 июня 1924 года в деревне Колкач Петриневской волости Череповецкой губернии в крестьянской семье. Отец — Веселов Григорий Никифорович, работал председателем сельского совета, позже возглавлял колхоз; мать — Мария Матвеевна, была домохозяйкой.
В 1936 году семья переехала на Средний Урал в село Зайково Ирбитского района Свердловской области.
В 1942 году окончил Зайковскую среднюю школу, был призван в Красную армию и после обучения в военно-пехотном училище — направлен в звании лейтенанта на фронт. В августе 1943 года, в боях за освобождение Харькова, был тяжело ранен и до февраля 1944 год находился в госпитале в Свердловске.
После демобилизации из армии, будучи инвалидом третьей группы, поступил на учёбу в Уральский политехнический институт, в котором с отличием окончил инженерно-экономический факультет (в 1949 году) и был оставлен работать на кафедре экономики и организации предприятий чёрной металлургии. В 1954 году защитил кандидатскую диссертацию (доцент с 1957 года), а через 10 лет — докторскую (профессор с 1966 года). В 1966 году Н. Г. Веселов был избран деканом инженерно-экономического факультета УПИ; занимал эту должность до назначения в 1971 году ректором Свердловского института народного хозяйства.
Подготовил несколько десятков кандидатов и докторов экономических наук, в т ч сотрудников Сибирского металлургического института .
Являлся неоднократным участником ВДНХ СССР, в числе наград которой — серебряные медали за участие в разработке комплексного плана развития народного хозяйства Ленинского района города Свердловска и создание автоматизированной системы на Свердловском мясокомбинате.
Кроме научной работы, участвовал в общественно-политической жизни — будучи членом КПСС, избирался в состав Кировского и Ленинского райкомов партии Свердловска и Свердловского обкома КПСС; был депутатом Свердловского городского Совета депутатов трудящихся.
Умер 3 ноября 1982 года в Свердловске, похоронен на Широкореченском кладбище города. Рядом с ним позже была похоронена жена — Раиса Ивановна.
Их дочь — Куклина Людмила Николаевна, тоже стала учёным, работала доцентом на кафедре экономической теории Уральского государственного экономического университета.

## Награды
- Награждён орденами Трудового Красного Знамени (1971) и «Знак Почёта» (1976), а также медалями, среди которых медали Медаль «За отвагу» (06.11.1947)[3][4], «За доблестный труд».
- Заслуженный деятель науки РСФСР (1980).